# Гайшор
Гайшор — деревня в Кудымкарском районе Пермского края. Входила в состав Ленинского сельского поселения. Располагается на правом берегу реки Юсьва южнее от города Кудымкара и западнее села Верх-Юсьва.

## Население
По данным 1988 года, в деревне проживало около 70 человек. По данным Всероссийской переписи населения 2010 года, в деревне проживало 37 человек (21 мужчина и 16 женщин).